# Jette Bredahl Jacobsen
Jette Bredahl Jacobsen  (født 28. marts 1975) er professor i økonomi ved Institut for Fødevare- og Ressourceøkonomi (IFRO) på Københavns Universitet. Hendes forskningsområder omfatter miljø- og resurseøkonomi. Fra 1. februar 2025 har hun været medlem af formandskabet for De Økonomiske Råd, dvs. én af de fire økonomiske vismænd, hvor hun afløste professor Lars Gårn Hansen.

## Karriere
Jacobsen blev forstkandidat (cand.silv.) ved Den Kongelige Veterinær- og Landbohøjskole (KVL) i 2000. I 2004 fik hun en ph.d.-grad i skovbrugsøkonomi sammesteds og arbejdede 2004-2007 som forsker ved KVL. 2007-2013 var hun lektor ved Københavns Universitet. 2011 fik hun en doktorgrad (dr. agro.) i miljøøkonomi, og i 2013 blev hun professor ved Institut for Fødevare- og Ressourceøkonomi (IFRO) på KU.

## Forskning
Jacobsen forsker indenfor miljøøkonomi, resurseøkonomi og klimaøkonomi, især med fokus på værdisætning af miljøgoder. Hun er en del af redaktørgruppen for det videnskabelige tidsskrift Resource and Energy Economics.

## Andre aktiviteter
Jacobsen har været medlem af Klimarådet fra 2015 til 2023, hvor hun var næstformand i slutningen af perioden. Hun er næstformand for det europæiske klimaråd (The European Scientific Advisory Board for Climate Change).